# Dani jezici
Dani jezici, jedna od glavnih skupina zapadnih transnovogvinejskih jezika koji se govore na indonezijskom dijelu otoka Nova Gvineja. Sastoji se od tri podskupine; a) dani jezici vlastiti sa sedam jezika: lower grand valley dani [dni], 20.000 (1996 SIL); mid grand valley dani [dnt], 50.000 (1990 UBS).; upper grand valley dani [dna], 20.000 (1996); zapadni dani [dnw], 180.000 (1993 popis); hupla [hap], 3.000 (1982 WT); nggem [nbq], 4.400 (2005); walak [wlw], 1.500 (1993 R. Doriot). Ostale dvije podskupine su: ngalik (5) jezika; i wano (1) s jezikom wano [wno]

## Vanjske poveznice
- Ethnologue (14th)
- Ethnologue (15th)